# John Crabbie
Pas d'image ? Cliquez ici

a Compétitions nationales et continentales officielles uniquement.

b Matchs officiels uniquement.
John Edward Crabbie, né le 11 avril 1879 à Édimbourg en Écosse et décédé le 21 août 1937 à Port of Monteith en Écosse, est un ancien joueur de rugby écossais, évoluant au poste d'ailier pour l'Écosse.

## Carrière
John Crabbie a disputé son premier test match le 27 janvier 1900 contre l'équipe du pays de Galles.
Il a disputé son dernier test match le 4 février 1905 contre le pays de Galles.
Il joue six matchs et inscrit deux essais.

## Palmarès
- 6 sélections pour l'Écosse.
- 2 essais
- 6 points
- Sélections par année : 1 en 1900, 1 en 1902, 2 en 1903, 1 en 1904, 1 en 1905
- Participation à cinq tournois britanniques en 1900, 1902, 1903, 1904, 1905

- Triple couronne dans le Tournoi britannique de rugby à XV 1903, 1905.